# Poloniumwasserstoff
Poloniumwasserstoff, H2Po, ist eine bei Zimmertemperatur flüssige Verbindung aus Polonium und Wasserstoff. Poloniumwasserstoff ist chemisch sehr instabil und wie alle Poloniumverbindungen hochradioaktiv.

## Gewinnung und Darstellung
Poloniumwasserstoff lässt sich nicht wie Schwefelwasserstoff aus den Elementen gewinnen. Stattdessen wird zur Herstellung elementares Polonium mit Magnesium in Gegenwart von verdünnter Salzsäure reduziert. Dabei entstehen allerdings nur Spuren von Poloniumwasserstoff.

## Eigenschaften
Poloniumwasserstoff ist wie die leichteren analogen Verbindungen Selenwasserstoff und Tellurwasserstoff eine endotherme Verbindung und zerfällt unter Wärmeabgabe in die Elemente. Die abgegebene Wärmemenge ist mit >100 kJ/mol die größte aller Chalkogen-Wasserstoffverbindungen.
Poloniumwasserstoff kann wie die anderen Chalkogen-Wasserstoff-Verbindungen zwei Reihen Salze bilden, die Polonide und Hydrogenpolonide. Von den Hydrogenpoloniden sind jedoch keine Beispiele bekannt. Ein Beispiel für ein Polonid ist Bleipolonid, das immer in Poloniumproben gefunden wird, da beim α-Zerfall von Polonium Blei entsteht.